# Lymantria asoetria
Lymantria asoetria is een vlinder uit de familie spinneruilen (Erebidae), onderfamilie donsvlinders (Lymantriinae). De wetenschappelijke naam van deze soort is voor het eerst geldig gepubliceerd in 1818 door Hübner.
De soort komt voor in tropisch Afrika.